# Magtens Korridorer - Strikkeklub på alufælge
|  | Denne artikel er oprettet af botten PalnaBot ud fra en ekstern database. Den kan derfor have sproglige fejl eller mangler. Denne skabelon kan fjernes efter kontrol af indholdet. |

Magtens Korridorer - Strikkeklub på alufælge er en musikfilm fra 2010 instrueret af Andreas Haaning Christiansen.

## Handling
Bag den pudsige titel 'Strikkeklub på alufælge' gemmer sig en dokumentarfilm om et af dette årtusindes mest usandsynlige danske rocksucceser. Rockbandet Magtens Korridorer var aldrig tænkt som et ambitiøst projekt, men fandt pludselig sig selv ride på en bølge af succes og blev på meget kort tid kastet fra hobbymusikken ud i et rigtigt rockstjerneliv. 'Strikkeklub på alufælge' er et kærligt-humoristisk portræt af et band, som pludselig skal kombinere familie- og arbejdsliv med det tidskrævende liv på landevejen, i øvelokalet og pladestudiet.